# نظام تقييم الموارد البيئية في كاليفورنيا
نظام تقييم الموارد البيئية في كاليفورنيا (CERES) هو نظام تمَّ إنشاؤه لتنسيق وتوفير الوصول إلى مجموعة متنوعة من البيانات الإلكترونية البيئية والمعلومات الجغرافية عن كاليفورنيا. يهدف هذا النظام إلى تحسين التخطيط البيئي من خلال دمج معلومات الموارد الطبيعية والثقافية من مصادر متعددة، ثم إتاحتها على شبكة الإنترنت العالمية.

## روابط خارجية
- California Environmental Resources Evaluation System